# Torrecilla del Rebollar
Torrecilla del Rebollar è un comune spagnolo di 177 abitanti situato nella comunità autonoma dell'Aragona.